# Lista de primeiros-ministros da Tchecoslováquia
Primeiro-ministro da Checoslováquia foi o chefe de governo da Checoslováquia, desde a criação da Primeira República da Checoslováquia em 1918 até a dissolução da República Federal Checa e Eslovaca em 1992.
Nos períodos em que o cargo de Presidente da Checoslováquia esteve vago, algumas funções presidenciais foram conduzidas pelo primeiro-ministro. No entanto, as Constituições da Checoslováquia não definem nada parecido com um cargo de presidente interino.

## Primeiros-ministros da Checoslováquia (1918–1992)
| |                                      |                                                                         |                                                  |  |  |  |  |
| Primeira República da Checoslováquia(1918–1938)                                                                                 |                                      |                                                                         |                                                  |  |  |  |  |
| 1 |                                      | Karel Kramář                                                            | 14 de Novembro de 1918 - 8 de Julho de 1919      |  |  |  |  |
| 2 |                                      | Vlastimil Tusar                                                         | 8 de Julho de 1919 - 15 de Setembro de 1920      |  |  |  |  |
| 3 |                                      | Jan Černý                                                               | 15 de Setembro de 1920 - 26 de Setembro de 1921  |  |  |  |  |
| 4 |                                      | Edvard Beneš                                                            | 26 de setembro de 1921- 7 de outubro de 1922     |  |  |  |  |
| 5 |                                      | Antonín Švehla                                                          | 7 de Outubro de 1922 - 18 de Março de 1926       |  |  |  |  |
| 6 |                                      | Jan Černý                                                               | 18 de Março de 1926 - 12 de Outubro de 1926      |  |  |  |  |
| 7 |                                      | Antonín Švehla                                                          | 12 de Outubro de 1926 - 1 de Fevereiro de 1929   |  |  |  |  |
| 8 |                                      | František Udržal                                                        | 1 de Fevereiro de 1929 - 24 de Outubro de 1932   |  |  |  |  |
| 9 |                                      | Jan Malypetr                                                            | 24 de Outubro de 1932- 5 de Novembro de 1935     |  |  |  |  |
| 10 |                                      | Milan Hodža                                                             | 5 de Novembro de 1935 - 22 de Setembro de 1938   |  |  |  |  |
| |                                      |                                                                         |                                                  |  |  |  |  |
| Segunda República da Checoslováquia(1938–1939)                                                                                  |                                      |                                                                         |                                                  |  |  |  |  |
| 11 |                                      | Jan Syrový                                                              | 22 de Setembro de 1938 - 1 de Dezembro de 1938   |  |  |  |  |
| 12 |                                      | Rudolf Beran                                                            | 1 de Dezembro de 1938 - 15 de Março de 1939      |  |  |  |  |
| |                                      |                                                                         |                                                  |  |  |  |  |
| Protectorado de Boêmia e Morávia(1939–1945)                                                                                     |                                      |                                                                         |                                                  |  |  |  |  |
| - |                                      | Rudolf Beran (ad interim, já primeiro-ministro antes da ocupação alemã) | 15 de Março de 1939 - 27 de Abril de 1939        |  |  |  |  |
| - |                                      | Alois Eliáš                                                             | 27 de Abril de 1939 – 28 de Setembro de 1941     |  |  |  |  |
| - |                                      | Jaroslav Krejčí                                                         | 19 de Janeiro de 1942 - 19 de Janeiro de 1945    |  |  |  |  |
| - |                                      | Richard Bienert                                                         | 19 de Janeiro de 1945 - 5 de Maio de 1945        |  |  |  |  |
| |                                      |                                                                         |                                                  |  |  |  |  |
| Primeira República Eslovaca(1939–1945)                                                                                          |                                      |                                                                         |                                                  |  |  |  |  |
| - |                                      | Jozef Tiso                                                              | 14 de Março de 1939 - 17 de Outubro de 1939      |  |  |  |  |
| - | Ficheiro:Vojtech Tuka in uniform.jpg | Vojtech Tuka                                                            | 27 de Outubro de 1939 – 5 de Setembro de1944     |  |  |  |  |
| - |                                      | Štefan Tiso                                                             | 5 de Setembro de 1944 - 4 de Abril de 1945       |  |  |  |  |
| Comitê de Libertação Nacional da Checoslováquia (governo em exílio)(1939–1945)                                                  |                                      |                                                                         |                                                  |  |  |  |  |
| - |                                      | Jan Šrámek                                                              | 21 de Julho 1940 - 5 de abril de 1945            |  |  |  |  |
| Terceira República da Checoslováquia(1945–1948)                                                                                 |                                      |                                                                         |                                                  |  |  |  |  |
| 13 |                                      | Zdeněk Fierlinger                                                       | 5 de Abril de 1945 - 2 de Julho de 1946          |  |  |  |  |
| 14 |                                      | Klement Gottwald                                                        | 2 de Julho de 1946 - 15 de Junho 1948            |  |  |  |  |
| |                                      |                                                                         |                                                  |  |  |  |  |
| Era Comunista(1948–1989) Official names: Czechoslovak Republic (1948–1960), República Socialista da Tchecoslováquia (1960–1990) |                                      |                                                                         |                                                  |  |  |  |  |
| 15 |                                      | Antonín Zápotocký                                                       | 15 de Junho 1948 - 14 de Março de 1953           |  |  |  |  |
| 16 |                                      | Viliam Široký                                                           | 14 de Março de 1953 - 20 de Setembro de 1963     |  |  |  |  |
| 17 |                                      | Jozef Lenárt                                                            | 20 de Setembro de 1963 - 8 de Abril de 1968      |  |  |  |  |
| 18 |                                      | Oldřich Černík                                                          | 8 de Abril de 1968 - 28 de Janeiro de 1970       |  |  |  |  |
| 19 |                                      | Lubomír Štrougal                                                        | 28 de Janeiro de 1970 - 12 de Outubro de 1988    |  |  |  |  |
| 20 |                                      | Ladislav Adamec                                                         | 12 de Outubro de 1988 - 7 de de Dezembro de 1989 |  |  |  |  |
| |                                      |                                                                         |                                                  |  |  |  |  |
| República Federal Tcheca e Eslovaca(1989–1992)                                                                                  |                                      |                                                                         |                                                  |  |  |  |  |
| 21 |                                      | Marián Čalfa                                                            | 7 de Dezembro de 1989 - 2 de Julho de 1992       |  |  |  |  |
| 22 |                                      | Jan Stráský                                                             | 2 de Julho de 1992 - 31 de Dezembro de 1992      |  |  |  |  |